# Клисунов, Александр Витальевич
Александр Витальевич Клисунов (род. 2 апреля 1999, Электросталь, Московская область) — российский хоккеист, нападающий.

## Биография
Воспитанник подмосковного хоккея. Играл в школах клубов «Кристалл» Электросталь (2009—2013), «Атлант» Мытищи (2013—2014), «Витязь» Подольск (2014—2016). В сезонах 2016/17 — 2017/18 выступал в команде «Русские витязи» в МХЛ. Сезон 2018/19 провёл в команде МХЛ «Тайфун». Сезон 2019/20 начал в команде ВХЛ-Б «Красноярские рыси», затем перешёл в клуб чемпионата Латвии «Динабург». В сезоне 2021/22 играл за команду третьей по силе лиги Чехии «Драци» (Билина).
Бронзовый призёр юниорского чемпионата мира 2017 года.